# 共产党人和盟友党团
共产党人和盟友党团（英語：Communist and Allies Group）是欧洲议会曾經存在的一个共产主义党团，成立于1973年10月16日，是欧洲议会史上的第一个共产主义党团，成员包括来自法国共产党和意大利共产党的欧洲议会议员。1989年7月25日，该党团一分为二，分裂为拥有14名议员的“左翼团结”和拥有28名议员的“争取欧洲联合左翼党团”。